# Bahnhof Krefeld-Oppum

Krefeld-Oppum ist ein Haltepunkt und ehemaliger Bahnhof in Krefeld, der sich an gleich drei Schienenstrecken befindet. Er besteht aus einem Personenbahnhof, einem Instandhaltungswerk, in dem auch ICE-Züge gewartet werden, und einem früheren Güterbahnhof.

## Geschichte
Der Bahnhof wurde 1877 von der Rheinischen Eisenbahngesellschaft eröffnet, Güterverkehr auf der Bahnstrecke Duisburg-Ruhrort–Mönchengladbach gab es schon seit 1866. 1892 wurde die Bahnreparaturwerkstätte eröffnet. Mit der Eröffnung der Bahnstation stieg die Bevölkerungszahl von Oppum stark an.

## Anlagen

### Instandhaltungswerk

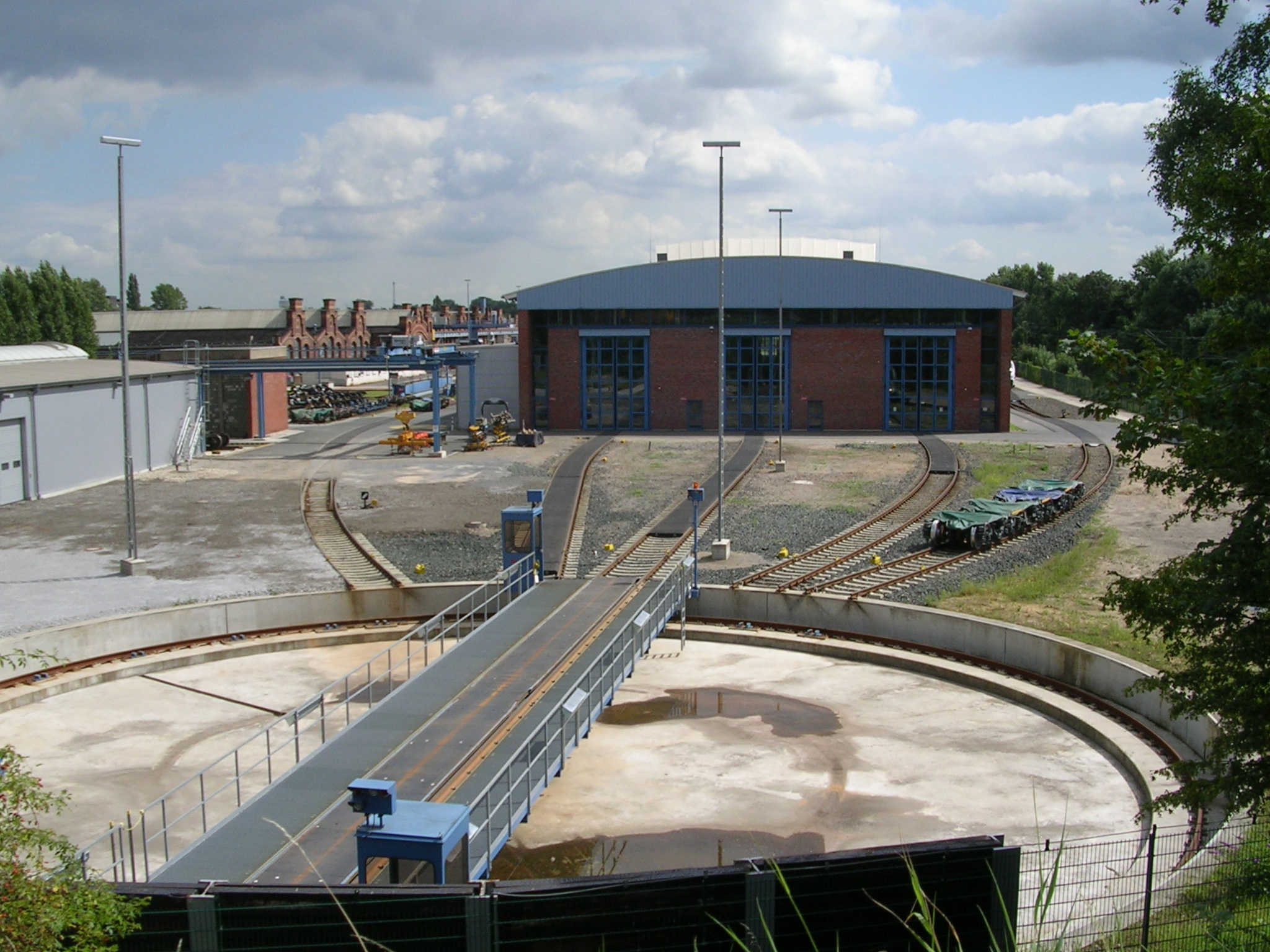
Das ICE-Instandhaltungswerk

In Oppum wurde 1892 die erste Eisenbahn-Reparaturwerkstatt, damals als Königliche Eisenbahn-Haupt-Reparaturwerkstatt Oppum, eröffnet. Heute wird im ICE-Instandhaltungswerk Krefeld zeitgemäße Fahrzeugreparatur für die Deutsche Bahn vorgenommen. Knapp 1000 Mitarbeiter sind hier beschäftigt. ICE und elektrische Triebzüge des Nahverkehrs werden generalüberholt und alle Bauteile der Fahrzeuge geprüft, erneuert oder aufgearbeitet. Dazu gehören Wartungen der Klimaanlagen, Drehgestelle, Radsätze, aber auch kleinerer Teile wie Stoßdämpfer. In die Modernisierung des Werks wurden unter Wirtschafts- und Umweltgesichtspunkten mehrere Millionen Euro investiert.
Im Laufe der Geschichte wurde das Eisenbahn-Reparaturwerk stark weiterentwickelt. 1924 wurde es ein Ausbesserungswerk, 1955 zentrale Anlaufstelle für Stoßdämpfer der Reisezugwagen. Seit 2003 können dort auch ICE-Züge gewartet werden; ein Jahr später wurde es in DB Fahrzeuginstandhaltung GmbH umbenannt.
Die Einrichtung gehört zu den 15 Großwerken, in denen die Fahrzeuge der Bahn instand gehalten werden. Es ist insgesamt 202.000 m² groß und erstreckt sich über vier Hallen mit je drei Abteilungen, die es erlauben, alle drei Ebenen eines ICE gleichzeitig zu erreichen. In Krefeld sollen unter anderem auch Triebzüge der S-Bahn Stuttgart mit ETCS nachgerüstet werden.

### Ehemaliger Güterbahnhof
Der Güterbahnhof Krefeld-Oppum befand sich etwa 700 Meter westlich des Personenbahnhofs im Bereich der Straße "Am Verschubbahnhof". Er ist inzwischen stillgelegt. Die Stadt Krefeld plant, das Gelände als Gewerbegebiet zu nutzen.

### Personenbahnhof
Der Personenbahnhof ist heute Haltepunkt an den beiden Bahnstrecken Linksniederrheinische Strecke und Duisburg–Mönchengladbach. Er wird nur im Nahverkehr bedient.
| Linie | Verlauf | Takt                                             | Strecke                              |
| ----- | --- | ------------------------------------------------ | ------------------------------------ |
| RE 7  | Rhein-Münsterland-Express: Rheine – Emsdetten – Greven – Münster Hbf – Münster-Hiltrup – Drensteinfurt – Hamm (Westf) Hbf – Bönen – Unna – Holzwickede – Schwerte – Hagen Hbf – Ennepetal (Gevelsberg) – Schwelm – Wuppertal-Oberbarmen – Wuppertal Hbf – Solingen Hbf – Opladen – Köln Messe/Deutz – Köln Hbf – Dormagen – Neuss Hbf – Meerbusch-Osterath – Krefeld-Oppum – Krefeld Hbf Stand: Fahrplanwechsel Dezember 2023 | 60 min                                           | Linksniederrheinische Strecke        |
| RE 10 | Niers-Express: Kleve – Bedburg-Hau – Goch – Weeze – Kevelaer – Geldern – Nieukerk – Aldekerk – Kempen (Niederrhein) – Krefeld Hbf – Krefeld-Oppum – Meerbusch-Osterath – Düsseldorf-Bilk – Düsseldorf Hbf Stand: Fahrplanwechsel Dezember 2023 | 30 min (werktags) 60 min (Wochenenden/Feiertage) | Linksniederrheinische Strecke        |
| RB 33 | Rhein-Niers-Bahn: Essen-Steele – Essen Hbf – Essen West – Mülheim (Ruhr) Hbf – Mülheim (Ruhr)-Styrum – Duisburg Hbf – Duisburg-Hochfeld Süd – Rheinhausen Ost – Rheinhausen – Krefeld-Hohenbudberg Chempark – Krefeld-Uerdingen – Krefeld-Linn – Krefeld-Oppum – Krefeld Hbf – Forsthaus – Anrath – Viersen – Mönchengladbach Hbf – Rheydt Hbf – Wickrath – Herrath – Erkelenz – Hückelhoven-Baal – Brachelen – Lindern – Geilenkirchen – Übach-Palenberg – Herzogenrath – Kohlscheid – Aachen West – Aachen Schanz – Aachen Hbf Stand: Fahrplanwechsel Juni 2022 | 60 min                                           | Bahnstrecke Duisburg–Mönchengladbach |
| RB 35 | Emscher-Niederrhein-Bahn: Gelsenkirchen Hbf – Essen Zollverein Nord – Essen-Altenessen – Essen-Bergeborbeck – Essen-Dellwig – Oberhausen Hbf – Duisburg Hbf – Duisburg-Hochfeld Süd – Rheinhausen Ost – Rheinhausen – Krefeld-Hohenbudberg Chempark – Krefeld-Uerdingen – Krefeld-Linn – Krefeld-Oppum – Krefeld Hbf – Forsthaus – Anrath – Viersen – Mönchengladbach Hbf Stand: Fahrplanwechsel Dezember 2021 | 60 min                                           | Bahnstrecke Duisburg–Mönchengladbach |
| RB 37 | Niers-Erft-Bahn: Krefeld Hbf – Krefeld-Oppum – Meerbusch-Osterath – Neuss Hbf Stand: 8. Januar 2024 | 60 min (wochentags)                              | Linksniederrheinische Strecke        |

Täglich steigen 4000 Pendler in Oppum ein und aus. Der Zugang verläuft durch einen Tunnel unter den Gleisen. Nahe dem Bahnhof findet der Wochenmarkt Oppums statt.

#### Verknüpfung mit dem ÖPNV
Folgende Buslinien halten am Bahnhof Krefeld-Oppum. Sie werden von der SWK Mobil betrieben.
| Linie | Verlauf |
| ----- | --- |
| 047   | Krefeld-Stahldorf Höffgesweg – Fischeln Rathaus – Oppum Bf – Oppum Bf Nord – Bockumer Platz – Linn – Krefeld-Gellep-Stratum                         |
| 057   | Krefeld-Inrath, Pestalozzistraße – Horkesgath – Rheinstraße – Hauptbahnhof – Oppum Bf – Meerbusch-Bösinghoven                                       |
| NE6   | Moers Bahnhof – Moers, Königlicher Hof – Moers-Kapellen – Krefeld-Elfrath – Verberg – Rheinstraße – Hauptbahnhof – Oppum Bf – Meerbusch-Bösinghoven |

#### Umbau
Bis 2016 wurde der Bahnhof Krefeld-Oppum für 5,5 Millionen Euro grundlegend saniert. Dabei erhielt er Aufzüge und die Bahnsteige werden höher gelegt, um einen stufenlosen Einstieg (Barrierefreiheit) zu gewährleisten. Außerdem bekam die Station moderne Informationstafeln und das Erscheinungsbild sowie der Vorplatz wurden städtebaulich aufgewertet. Die Sanierungsarbeiten starteten am 7. April 2014.